# Gil Evans
Gil Evans (rodným jménem Ian Ernest Gilmore Green; 13. května 1912, Toronto, Kanada – 20. dubna 1988, Cuernavaca, Mexiko) byl kanadský jazzový pianista, aranžér a hudební skladatel. Příjmení Evans dostal v dětství podle svého nevlastního otce. Narodil se v Kanadě a v dětství se s rodinou přestěhoval do města Stockton v Kalifornii. Od roku 1946 pak působil převážně v New Yorku. V letech 1941–1948 pracoval jako aranžér pro orchestr klavíristy Claude Thornhilla. Později se seznámil s o čtrnáct let mladším trumpetistou Milesem Davisem a zahájil s ním dlouholetou spolupráci. Podílel se na jeho albech Miles Ahead (1957) Porgy and Bess (1959), Sketches of Spain (1960), Quiet Nights (1964) a o mnoho let později i na albu Star People (1982). V roce 1985 získal ocenění NEA Jazz Masters.